# Potenza Calcio 2021-2022
Questa voce raccoglie le informazioni riguardanti il Potenza Calcio nelle competizioni ufficiali della stagione 2021-2022.

## Stagione
Nella stagione 2021-2022 il Potenza disputa il girone C del campionato di Serie C, con 37 punti raccoglie il sedicesimo posto finale, ma con sette lunghezze sopra i Play-out. Ottiene 15 punti nel girone di andata e 22 punti nel girone di ritorno. Nella Coppa Italia di Serie C i lucani escono nel primo turno, pareggiando (1-1) a Monopoli, ma superati ai calci di rigore (4-2) dai pugliesi.

## Organigramma societario
Area direttiva
- Presidente: Salvatore Caiata

Area organizzativa
- Team manager: Giuseppe Lolaico

Area tecnica
- Allenatore: Fabio Gallo, da ottobre Bruno Trocini, da gennaio Pasquale Arleo
- Allenatore in seconda: Roberto Chiappara
- Collaboratore tecnico: Giacomo Ferrari
- Preparatore atletico: Massimiliano Botto

Area sanitaria
- Medici sociali: Francesco Miele, Lorenzo Passarelli, Francesco Pinto

## Rosa
Aggiornata al 13 settembre 2021.
| N. |                       | Ruolo | Calciatore           |
| -- | --------------------- | ----- | -------------------- |
| 1  | Italia (bandiera)     | P     | Stefano Greco        |
| 2  | Italia (bandiera)     | D     | Lorenzo Vecchi       |
| 3  | Slovenia (bandiera)   | D     | Luka Koblar          |
| 4  | Italia (bandiera)     | C     | Enrico Zampa         |
| 4  | Italia (bandiera)     | C     | Rosario Bucolo       |
| 5  | Italia (bandiera)     | D     | Riccardo Cargnelutti |
| 6  | Italia (bandiera)     | D     | Savino Orazzo        |
| 6  | Marocco (bandiera)    | D     | Azzedine Dkidak      |
| 7  | Italia (bandiera)     | C     | Giuseppe Coccia      |
| 8  | Italia (bandiera)     | C     | Mattia Sandri        |
| 9  | Italia (bandiera)     | A     | Niccolò Romero       |
| 10 | Italia (bandiera)     | C     | Manuel Ricci         |
| 11 | Portogallo (bandiera) | C     | Pedro Costa Ferreira |
| 12 | Italia (bandiera)     | P     | Richard Marcone      |
| 13 | Italia (bandiera)     | D     | Rocco Genzano        |
| 14 | Argentina (bandiera)  | A     | Pablo Burzio         |

| N. |                            | Ruolo | Calciatore          |
| -- | -------------------------- | ----- | ------------------- |
| 15 | Italia (bandiera)          | D     | Nicolò Gigli        |
| 16 | Francia (bandiera)         | A     | Alain Baclet        |
| 17 | Italia (bandiera)          | A     | Francesco Salvemini |
| 18 | Italia (bandiera)          | D     | Luca Piana          |
| 19 | Stati Uniti (bandiera)     | C     | Gennaro Nigro       |
| 20 | Italia (bandiera)          | C     | Michele Bruzzo      |
| 20 | Rep. Dominicana (bandiera) | A     | Gianluigi Sueva     |
| 21 | Albania (bandiera)         | C     | Federico Zenuni     |
| 23 | Italia (bandiera)          | D     | Andrea Maestrelli   |
| 24 | Italia (bandiera)          | A     | Giovanni Volpe      |
| 25 | Italia (bandiera)          | C     | Nicola Zagaria      |
| 26 | Italia (bandiera)          | D     | Emmanuele Matino    |
| 27 | Italia (bandiera)          | A     | Luigi Cuppone       |
| 32 | Argentina (bandiera)       | A     | Leandro Guaita      |
| 33 | Uruguay (bandiera)         | D     | Antonio Sepe        |
| 93 | Italia (bandiera)          | D     | Giuseppe Zampano    |

## Risultati

### Serie C

#### Girone di andata
| Arbitro: | Moriconi (Roma) |

|               |           |             |
| Salvemini 52’ | Marcatori | 41’ Scavone |

| Arbitro: | Fontani (Siena) |

|                                                    |           |              |
| Ferrante 4’ Petermann 69’ Merkaj 72’ A. Curcio 75’ | Marcatori | 53’ M. Ricci |

| Arbitro: | Di Marco (Ciampino) |

|                   |           |            |
| Cianci 87’ (rig.) | Marcatori | 75’ Matino |

| Arbitro: | Bonacina (Bergamo) |

|            |           |            |
| Coccia 90’ | Marcatori | 87’ Mbende |

| Arbitro: | Panettella (Gallarate) |

|              |           |  |
| Carriero 41’ | Marcatori |  |

| Arbitro: | Giaccaglia (Jesi) |

|  |           |             |
|  | Marcatori | 25’ Ventola |

| Arbitro: | Saia (Palermo) |

|             |           |           |
| Vergara 79’ | Marcatori | 82’ Zampa |

| Arbitro: | Acanfora (Castellammare di Stabia) |

|                               |           |  |
| Costa Ferreira 60’ Coccia 75’ | Marcatori |  |

| Arbitro: | Maggio (Lodi) |

|                                |           |                                              |
| Costa Ferreira 33’ Banegas 67’ | Marcatori | 36’ Sarzi Puttini 59’ Adorante 83’ L. Fofana |

| Arbitro: | Costanza (Agrigento) |

|                             |           |  |
| Murolo 15’ Piovaccari 90+4’ | Marcatori |  |

| Arbitro: | Feliciani (Teramo) |

|                    |           |               |
| Zampa 48’ Sepe 85’ | Marcatori | 72’ Jefferson |

| Arbitro: | Bitonti (Bologna) |

|                          |           |                        |
| Giovinco 27’ Ferrara 61’ | Marcatori | 90+6’ (rig.) Salvemini |

| Arbitro: | Perenzoni (Rovereto) |

|                       |           |  |
| Piana 15’ Zagaria 90’ | Marcatori |  |

| Arbitro: | Cavaliere (Paola) |

|                        |           |  |
| Fella 51’ Silipo 90+4’ | Marcatori |  |

| Potenza 21 novembre 2021, ore 17:30 CET 15ª giornata | Potenza                    | 0 – 0 referto | Monopoli | Stadio Alfredo Viviani (2 084 spett.)\| Arbitro: \| Di Cairano (Ariano Irpino) \| |
| Arbitro:                                             | Di Cairano (Ariano Irpino) |               |          |                                                                                   |

| Arbitro: | Ricci (Firenze) |

|                         |           |              |
| L. Moro 45’ (rig.), 59’ | Marcatori | 72’ M. Ricci |

| Potenza 5 dicembre 2021, ore 17:30 CET 17ª giornata | Potenza          | 0 – 0 referto | Turris | Stadio Alfredo Viviani (1 346 spett.)\| Arbitro: \| Gualtieri (Asti) \| |
| Arbitro:                                            | Gualtieri (Asti) |               |        |                                                                         |

| Arbitro: | Collu (Cagliari) |

|                                |           |  |
| Bentivegna 35’ Stoppa 76’, 85’ | Marcatori |  |

| Arbitro: | Giordano (Novara) |

|  |           |                |
|  | Marcatori | 45’ Candellori |

#### Girone di ritorno
| Arbitro: | Carrione (Castellammare di Stabia) |

|                                          |           |  |
| Antenucci 64’ (rig.) D'Errico 75’ (rig.) | Marcatori |  |

| Arbitro: | Maranesi (Ciampino) |

|                        |           |            |
| Cuppone 37’ Burzio 44’ | Marcatori | 19’ Merola |

| Potenza 16 gennaio 2022, ore 21:00 CET 22ª giornata | Potenza             | 0 – 0 referto | Catanzaro | Stadio Alfredo Viviani (1 314 spett.)\| Arbitro: \| N. Marini (Trieste) \| |
| Arbitro:                                            | N. Marini (Trieste) |               |           |                                                                            |

| Arbitro: | Pascarella (Nocera Inferiore) |

|                                |           |            |
| Adamo 54’, 70’ (rig.) Caon 85’ | Marcatori | 11’ Romero |

| Arbitro: | Tremolada (Monza) |

|                         |           |                                      |
| Scognamiglio 33’ (aut.) | Marcatori | 32’ Maniero 52’ Murano 84’ Micovschi |

| Arbitro: | Acanfora (Castellammare di Stabia) |

|                                                    |           |          |
| Patierno 51’, 86’ Matino 65’ (aut.) Prezioso 90+2’ | Marcatori | 45’ Sepe |

| Arbitro: | Perenzoni (Rovereto) |

|                                     |           |                       |
| Cuppone 44’, 49’, 78’ Salvemini 62’ | Marcatori | 85’ Corsi 90+2’ Basso |

| Arbitro: | Feliciani (Teramo) |

|               |           |             |
| Di Piazza 14’ | Marcatori | 43’ Cuppone |

| Arbitro: | Maggio (Lodi) |

|                                |           |  |
| Piovaccari 15’ L. Fofana 90+1’ | Marcatori |  |

| Arbitro: | F. Longo (Paola) |

|            |           |               |
| Zenuni 64’ | Marcatori | 22’ Tommasini |

| Arbitro: | Bitonti (Bologna) |

|  |           |                                            |
|  | Marcatori | 58’ Cuppone 90+1’ Sandri 90+5’ Cargnelutti |

| Arbitro: | Gualtieri (Asti) |

|                 |           |                   |
| Cargnelutti 15’ | Marcatori | 43’ D. Di Gennaro |

| Arbitro: | Carrione (Castellammare di Stabia) |

|  |           |                 |
|  | Marcatori | 84’ Cargnelutti |

| Arbitro: | Panettella (Gallarate) |

|                        |           |                               |
| Romero 28’ Cuppone 60’ | Marcatori | 78’ Soleri 90’ (rig.) Brunori |

| Arbitro: | Cascone (Nocera Inferiore) |

|                                   |           |                 |
| Grandolfo 68’, 90+5’ Borrelli 82’ | Marcatori | 59’ Cargnelutti |

| Arbitro: | Rutella (Enna) |

|                         |           |                        |
| Matino 61’ M. Ricci 75’ | Marcatori | 4’ Šipoš 90+5’ Piccolo |

| Arbitro: | Costanza (Agrigento) |

|  |           |                       |
|  | Marcatori | 51’ Romero 60’ Guaita |

| Arbitro: | Gemelli (Messina) |

|                    |           |                  |
| Costa Ferreira 16’ | Marcatori | 82’ Della Pietra |

| Arbitro: | Emmanuele (Pisa) |

|             |           |            |
| Bolsius 69’ | Marcatori | 5’ Cuppone |

### Coppa Italia Serie C

#### Turni eliminatori
| Arbitro: | Taricone (Perugia) |

|                                   |                      |                               |
| Starita 30’ (rig.)                | Marcatori            | 60’ Gigli                     |
| Mercadante Arena Langella Starita | Tiri di rigore 4 – 2 | Coccia Zenuni Salvemini Volpe |

## Giovanili

### Organigramma
Area direttiva
- Responsabile: Pasquale Arleo

Primavera
- Allenatore: Innocenzo Natiello

Under-17
- Allenatore: Mariano Abel Astudillo
- Allenatore in seconda: Antonio Teto

Under-15
- Allenatore: Rocco Postiglione
- Allenatore in seconda: Canio Stolfi